# Release Me (Hooverphonic)
Release Me is een single van de Belgische band Hooverphonic. Het nummer werd geschreven door Alex Callier en Luca Chiaravalli. Het was de Belgische inzending voor het Eurovisiesongfestival 2020 in Rotterdam, Nederland. Het festival werd evenwel geannuleerd.